# 1995–1996-os osztrák labdarúgó-bajnokság (első osztály)
Az 1995–1996-os osztrák labdarúgó-bajnokság az osztrák labdarúgó-bajnokság legmagasabb osztályának nyolcvanötödik alkalommal megrendezett bajnoki éve volt.
A pontvadászat 10 csapat részvételével zajlott. A bajnokságot a Rapid Wien csapata nyerte.

## A bajnokság végeredménye
| #  | Csapat          | M  | Gy | D  | V  | RG | KG | P  |
| -- | --------------- | -- | -- | -- | -- | -- | -- | -- |
| 1  | Rapid Wien      | 36 | 22 | 7  | 7  | 68 | 38 | 73 |
| 2  | Sturm Graz      | 36 | 20 | 7  | 9  | 61 | 35 | 67 |
| 3  | Tirol Innsbruck | 36 | 18 | 8  | 10 | 64 | 40 | 62 |
| 4  | Grazer AK       | 36 | 14 | 15 | 7  | 46 | 36 | 57 |
| 5  | Austria Wien    | 36 | 14 | 9  | 13 | 42 | 35 | 51 |
| 6  | Linzer ASK      | 36 | 13 | 9  | 14 | 36 | 35 | 48 |
| 7  | Ried            | 36 | 11 | 14 | 11 | 47 | 53 | 47 |
| 8  | Casino Salzburg | 36 | 10 | 14 | 12 | 53 | 51 | 44 |
| 9  | Admira Wacker   | 36 | 7  | 13 | 16 | 35 | 61 | 34 |
| 10 | Vorwärts Steyr  | 36 | 0  | 6  | 30 | 25 | 93 | 6  |

- A Rapid Wien az 1995-96-os szezon bajnoka.
- A Rapid Wien részt vett az 1996–97-es UEFA-bajnokok ligájában.
- A Sturm Graz részt vett az 1996–97-es kupagyőztesek Európa-kupájában.
- A Tirol Innsbruck és a Grazer AK részt vett az 1996–97-es UEFA-kupában.
- Az Admira Wacker osztályozót játszott.
- A Vorwärts Steyr kiesett a másodosztályba (1. Liga).